# Gyttorp
Gyttorp is een plaats in de gemeente Nora in het landschap Västmanland en de provincie Örebro län in Zweden. De plaats heeft 620 inwoners (2005) en een oppervlakte van 275 hectare. De plaats grootste werkgever in de plaats is Nitro Nobel een bedrijf, dat dynamiet en explosieven produceert. Ook is de plaats bekend vanwege de door de architect Ralph Erskine ontworpen woningen. De plaats ligt aan het meer Vikern.

## Verkeer en vervoer
Bij de plaats lopen de Länsväg 243 en Länsväg 244.